# 水原碧衣
水原 碧衣（みずはら あおい、2月14日 - ）は、日本の女優。芸能事務所G2GEN（ジツゲン）所属。岐阜県出身。
中国、ハリウッドなどで活動している。京都大学法学部卒。全人口のうち、上位2%のIQ(知能指数)の持ち主であるメンサの会員。

## 略歴
岐阜県立岐阜高等学校、京都大学法学部卒業後、早稲田大学法科大学院に進学（後に中退）。その後、世界3大映画専門大学の1つであり、世界的な映画監督であるチャン・イーモウやチェン・カイコーを輩出した北京電影学院の演技科に1年間留学し、首席卒業。
2016年、東京国際映画祭の東京・中国映画週間で初主演映画『海を越えた愛（原題『漂洋过海来爱你』）』がゴールドクレイン賞を受賞した。その後も多くの映画やドラマ、CMなどに出演し、胡軍、カリーナ・ラウ、ホアン・シュアン等数々の中国トップスターと共演している。
声優としては中国で活躍する日本女性声優として、日本語と中国語、両方の言語で吹き替えをこなせる存在として、数多くの作品に参加。CCTVの大作ドキュメンタリー番組「ナショナルトレジャー」で20人以上の声を吹き替えたこともある。
2020年、アメリカ映画『フェアウェル』でハリウッドデビュー。同作は第77回ゴールデングローブ賞の主演女優賞を受賞し同最優秀外国映画賞にもノミネートされた。

## 人物・エピソード
水原碧衣は芸名である。碧の字を気に入っており、青のイメージと星座が水瓶座であるため水の文字が付く苗字の中から、響きが一番合い、また当時被っている有名人が少なかった「水原」を選んだ。
ハリウッド映画『フェアウェル』の最終オーディションは監督から急にリモートオーディションを求められ、新宿のレストランのトイレ内で携帯の自撮り映像を送り、見事合格した。

## 出演

### テレビ番組
- マルコポロリ「京大卒IQ160の天才美女“ミスメンサ”現る!現場でIQ対決！」（関西テレビ）（2011年7月10日）
- テレビで中国語（NHK教育テレビ）（2016年）
- きらめき女道塾（テレビ東京）- レギュラー （2011年12月から）
- 炎の体育会TV（TBS）
- ひるおび！(TBS)
- 裸の少年（テレビ朝日）（2020年8月8日）
- ノンストップ！（フジテレビ）（2020年10月14日）
- とくダネ！（フジテレビ）（2020年10月18日）
- 大とくさん（中京テレビ）（2020年11月3日）
- 旬感☆Mie（三重テレビ）（2020年7月30日）
- 今夜くらべてみました（日本テレビ）（2021年8月18日）

### テレビドラマ
- 『我是英雄』（2015年）- 佐藤樱子役
- 『爱在星光下』（2017年）- 鈴木優子役
- 『大连往事』（2018年）- 福山登美子役

### 映画
- 『回到2015』（2014年）- 安藤りりか役
- 『明天我要嫁??了』（2015年）- 王新新役
- 『カイロ宣言』（2015年）- 山下美子役
- 『冰美人（天使ガリア）』（2016年）- 高倉枝子役（準主役 ウラジーミル・メニショフ監督作品）
- 『海を越えた愛』（2017年） - 山泉純子役 (東京国際映画祭・ゴールドクレイン賞受賞作品）[11]
- 『フェアウェル』（2019年）- アイコ役

### インターネット映画
- 『火星之眼』（2014年）- 柏霖妻子役（準主役）
- 『5pm』（2014年）- 小雨役（主役）
- 『逗比男女浪漫季』 （2015年）- 夏小薇役（主役）
- 『邻居』（2015年）- 森下秋子役（主役）
- 『我的俄罗斯女友』（2017年）- 青木優美役

### ラジオ番組
- 「岡村洋一のシネマスクエア」（2019年7月20日、レインボーFM）
- 「GOOD NEIGHBORS」（2020年9月28日、J-WAVE）
- 「関西ラジオワイド」（2020年10月8日、NHK大阪放送局）
- 「J-WAVE TOKYO MORNING RADIO」（2020年11月12日、J-WAVE）